# 63 (число)
63 (шістдеся́т три) — натуральне число між  62 та  64.

## У математиці
- Шосте число Мерсенна ({\displaystyle 2^{6}-1})
- 2  63  = 9223372036854775808

## У науці
- Атомний номер  європію

## В інших областях
- 63 рік, 63 рік до н. е., 1963 рік
- ASCII-код символу «?»
- 63 —  Код суб'єкта Російської Федерації і Код ГИБДД-ДАІ  Самарської області.
- CN-63 — код китайської провінції Цинхай за стандартом ISO 3166-2.
- 63 ієрогліфічний ключ Кансі — «Двар» 户.